# Чемпионат мира по спортивной гимнастике среди юниоров
Чемпиона́т ми́ра по спорти́вной гимна́стике среди́ юнио́ров (англ. FIG Artistic Gymnastics Junior World Championships или FIG World Junior Artistic Gymnastics Championships) — международное спортивное соревнование, организуемое Международной гимнастической федерацией. Первый в истории чемпионат состоялся в июне 2019 года в Дьёре (Венгрия), далее их планируется проводить каждые два года по нечётным годам.
В соответствии с регламентом в соревнованиях принимают участие девушки 14—15 лет и юноши 16—17 лет. (Также поступило предложение дать 18-летним юношам возможность выбора между юниорским и взрослым чемпионатами мира. То есть если гимнаст решит остаться на юниорском уровне на чемпионат мира, то в тот год он не сможет выступать на взрослом чемпионате. И наоборот. Предложение будет рассмотрено на совете Международной федерации гимнастики в Намибии в мае 2020 года.)
Разыгрываются медали в восьми мужских (команда, абсолютное первенство, вольные упражнения, конь, кольца, опорный прыжок, брусья, перекладина) и шести женских дисциплинах (команда, абсолютное первенство, вольные упражнения, опорный прыжок, брусья, бревно), то есть всего 14 комплектов медалей.

## Чемпионаты
| № | Год  | Место проведения |
| - | ---- | ---------------- |
| 1 | 2019 | Дьёр             |